# Simply Streisand
| Recensione | Giudizio |
| ---------- | -------- |
| AllMusic   |          |

Simply Streisand è il nono album in studio della cantante statunitense Barbra Streisand, pubblicato nel 1967 dalla Columbia Records.

## Tracce
Lato A
1. My Funny Valentine – 2:22 (Hart, Rodgers)
2. The Nearness of You – 3:27 (Carmichael, Washington)
3. When Sunny Gets Blue – 2:56 (Fisher, Segal)
4. Make the Man Love Me – 2:26 (Fields, Schwartz)
5. Lover Man (Oh, Where Can You Be?) – 2:52 (Davis, Ramirez, Sherman)

Lato B
1. More Than You Know – 3:29 (Eliscu, Rose, Youmans)
2. I'll Know – 2:47 (Loesser)
3. All the Things You Are – 3:36 (Hammerstein II, Kern)
4. The Boy Next Door – 2:50 (Blane, Martin)
5. Stout-Hearted Men – 2:43 (Hammerstein II, Romberg)

## Classifiche
| Classifica (1967) | Posizione massima |
| ----------------- | ----------------- |
| Stati Uniti       | 12                |